# Kulusuk
Kulusuk és un poblat de Groenlàndia a l'illa de Kulusuk al fiord d'Angmagssalik al municipi de Sermersooq al sud-est de Groenlàndia. És una petita illa rocallosa envoltada d'icebergs, de glaçades brillants i muntanyes de serradures. Les principals ocupacions són la pesca i el turisme, complementat amb artesania domèstica.
En el passat, l'illa de Kulusuk era l'àrea més densament poblada de la zona d'Ammassalik per les bones oportunitats de caça i pesca. El 1930, hi havia 165 persones que vivien a Kulusuk.
Hi ha una església, una escola de nova construcció pels graus 0 a 9è, una casa d'assemblees, una estació d'infermeria, una casa de serveis i botigues, un hotel i hostal per joves i un taller de pell de sella al poble. A 3 km fora de Kulusuk es troba l'aeroport internacional de Groenlàndia, l'aeroport de Kulusuk, construït el 1956 pels nord-americans com una base aèria, amb motiu de la creació del sistema d'alerta de vol (Línia DEW, on l'estació de Kulusuk era anomenada "DYE 4"). L'aeroport es troba a 40 minuts a peu del poble. El recorregut transcorre per la tundra àrtica, amb flora i papallones àrtiques. També podeu caminar directament pels turons fins a un llac de muntanya abans d'emprendre la baixada a la ciutat.